# Сиједи старац
Сиједи старац је први албум Халида Бешлића. Издат је 1981. године. Издавачка кућа је Дискотон.

## Песме
1. Сиједи старац
2. Сањам мајку, сањам стару кућу
3. Дани љубави
4. Зашто је морало тако да буде
5. Једној жени не дам живот цијели
6. Пет година волио сам тебе
7. Волим те
8. Ти си била моја љубав